# Dhafer El Abidine
Pour les articles homonymes, voir Abidine.
Dhafer El Abidine (arabe : ظافر العابدين), aussi orthographié Dhafer L'Abidine ou Dhaffer L'Abidine, né le 26 novembre 1972 à Tunis, est un acteur et réalisateur tunisien.

## Biographie
Brièvement joueur de football professionnel, il entame des études en informatique, tout en devenant mannequin pour l'agence parisienne Metropolitan. Devenu assistant du réalisateur Moncef Dhouib, il entre à la Birmingham School of Speech and Drama.
Dès 2002, il se lance dans une carrière d'acteur au Royaume-Uni. Il joue dans des séries britanniques comme Dream Team (en) diffusée sur Sky1, Spooks sur la BBC et The Bill sur ITV. Au cinéma, il joue le rôle dans le téléfilm controversé The Mark of Cain (en). Engagé pour jouer un rôle dans le film Da Vinci Code, il est toutefois coupé au montage.
Grâce à son rôle de Mohamed Ali Néji (Dali), dans le feuilleton tunisien Maktoub, il devient une idole pour les femmes tunisiennes, une première pour une personnalité du pays. Diverses marques le choisissent alors pour promouvoir leurs produits, comme la limonade Boga. Il connaît également le succès en Égypte en y jouant dans un certain nombre de feuilletons.
Il est élu comme meilleur acteur du monde arabe pour l'année 2017 par le magazine Sayidaty (en).
Installé à Londres, il parle couramment l'arabe, le français et l'anglais et possède quelques connaissances en italien et espagnol.
En novembre 2018, il fait partie du jury de Bille August lors du 40e Festival international du film du Caire.

## Filmographie

### Cinéma

#### Acteur
- 2006 : Les Fils de l'homme de Alfonso Cuarón
- 2006 : A Different Dish de Shay Hamias (court métrage)
- 2006 : Il mercante di pietre de Renzo Martinelli
- 2007 : The Mark of Cain (en) de Marc Munden (en)
- 2007 : L'Ascension d'un homme de main (en) de Julian Gilbey (en)
- 2009 : 31 North 62 East (en) de Tristan Loraine
- 2009 : Les Secrets de Raja Amari
- 2010 : Centurion de Neil Marshall
- 2010 : Sex and the City 2 de Michael Patrick King
- 2010 : Fin décembre (ar) de Moez Kamoun (ar)
- 2011 : Kingdom of Dust de Heath Jones
- 2012 : Fausse note de Majdi Smiri : Dhafer El Abidine
- 2016 : Un hologramme pour le roi de Tom Tykwer
- 2016 : Abu Shanab de Sameh Abdelaziz
- 2017 : South of Hope Street de Jane Spencer
- 2025 : Palestine 36 d'Annemarie Jacir

#### Réalisateur
- 2021 : Ghodwa (ar) (Demain)[4]

### Télévision

#### Séries
- 2002-2004 : Dream Team (en)
- 2003 : RI:SE (en)
- 2003 : Ikhwa wa Zaman de Hamadi Arafa
- 2004 : La Fureur dans le sang
- 2005 : Doctors
- 2005 : The Bill
- 2006 : Bombshell (en)
- 2006 : Voyages of Discovery
- 2006 : MI-5
- 2007 : The Whistleblowers (en)
- 2007 : Thieves Like Us (en)
- 2007 : Ameer Al Shuaraa
- 2008 : Inspecteur Frost
- 2008 : Coming Up (en)
- 2008-2014 : Maktoub
- 2009 : The Omid Djalili Show (en)
- 2009-2013 : Tunis 2050 : Bill - Bilel Boumelyar
- 2010 : Les Enquêtes de l'inspecteur Wallander
- 2010 : Dhakiret El Jassad de Najdat Ismail Anzour
- 2010 : Mystery! (en)
- 2010 : Strike Back
- 2011 : Casualty
- 2011 : Daybreak
- 2011 : The Wright Stuff (en)
- 2012 : Benidorm (en)
- 2012 : Vertigo
- 2012 : Hunted
- 2013 : La Bible
- 2013 : Flics toujours
- 2013 : Niran Sadika
- 2014 : Fark Tawkit
- 2014 : Engrenages (saison 5)
- 2014 : Londres, police judiciaire
- 2014 : Le Transporteur
- 2015 : Taht El Saytara
- 2015 : 24 Carat
- 2016 : Al Khourouj (The Exit)
- 2017 : Halawet El Donia
- 2020 : The Eddy : Sami
- 2020-2021 : Arous Beirut : Farès

#### Téléfilms
- 2000 : Maria, figlia del suo figlio (it) de Fabrizio Costa
- 2002 : Talak Incha de Moncef Dhouib
- 2012 : Les Secrets de la forêt noire (Black Forest) de Patrick Dinhut

#### Émissions
- The Cube sur Dubai TV : animateur
- Prince of Poets sur Abu Dhabi TV : animateur

### Vidéos
- 2012 : spot publicitaire pour la marque de boisson gazeuse tunisienne Boga
- 2013 : spot publicitaire pour la marque de voiture Chevrolet au Moyen-Orient
- 2015 : participation à la vidéo promotionnelle Visit Tunisia réalisée sur une initiative de l'actrice Hend Sabri à la suite de l'attaque du musée du Bardo[5]

## Doublage pour jeux vidéo
- 2006 : Medieval II: Total War
- 2010 : Dante's Inferno
- 2010 : GoldenEye 007
- 2011 : Brink
- 2012 : The Secret World
- 2015 : The Secret World: Issue 11 - Reaping the Whirlwind

## Récompenses
- Prix du meilleur acteur arabe pour Halawet El Donia aux Murex d'or en 2018[6]
- Prix du meilleur acteur au Festival du film arabe de Rotterdam, pour son interprétation dans Ghodwa (ar)[7],[8]